# Ouadjkheperrê Kames
Ouadjkheperrê Kames est un souverain de l'Égypte antique, dernier représentant de la XVIIe dynastie de Thèbes. Manéthon l’appelle Kamose, Kames ou Kamosis. Successeur de Seqenenrê Tâa, il en est peut-être le frère, bien qu'on le tienne encore souvent pour le frère présumé d'Ahmôsis Ier.
Son règne clôt la Deuxième Période intermédiaire durant laquelle une grande partie de l'Égypte est sous le joug des rois Hyksôs de la XVe dynastie.
L'état du corps conservé de Seqenenrê Tâa semble indiquer que les hostilités contre l'« occupant » avaient déjà commencé antérieurement au règne de Ouadjkheperrê Kames. Celui-ci tente à son tour de reconquérir la Basse-Égypte et d'expulser les Hyksôs. Sa campagne victorieuse dans le nord se déroule durant la troisième année de son règne, et permet de soumettre l'ensemble de la vallée du Nil jusqu'au Fayoum, voire peut-être aux portes du delta. Dans le sud, Ouadjkheperrê Kames reprend pied en Nubie et occupe la forteresse de Bouhen, abandonnée par les Égyptiens depuis la XIIIe dynastie au profit du royaume de Kouch.
Cet an 3 est une des principales dates du règne de Ouadjkheperrê Kames, que l'on situe aux alentours de -1554 à -1550 / -1549, bien qu'on lui attribue souvent une ou deux années supplémentaires, voire davantage.
On ignore tout des circonstances de sa mort. La prise d'Avaris, capitale des Hyksôs, et la libération du pays sont achevées par son successeur Ahmôsis Ier, ouvrant la période faste du Nouvel Empire. Le tombeau de Ouadjkheperrê Kames est à Dra Abou el-Naga.

## Généalogie

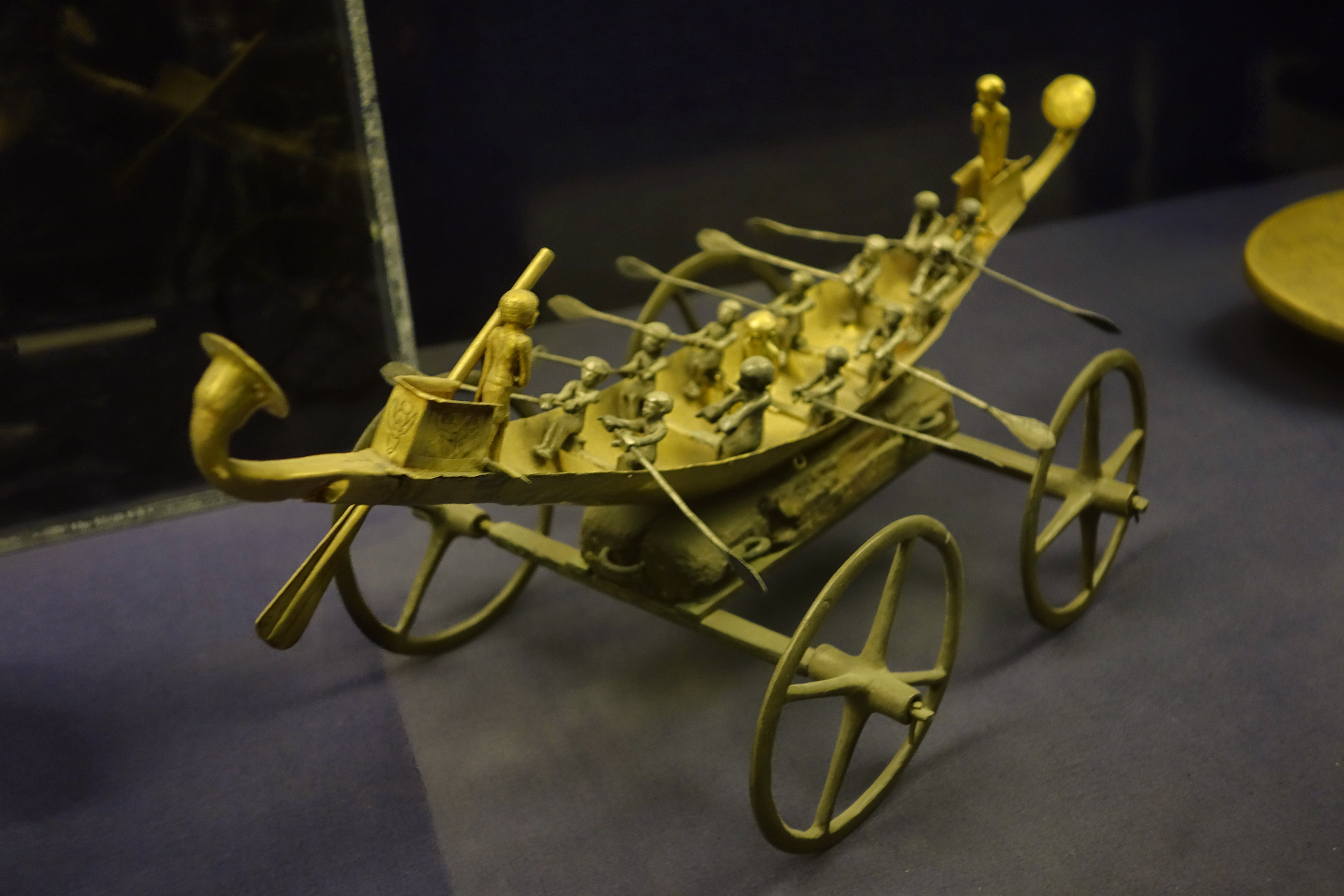
Barque votive attribuée au roi Ouadjkheperrê Kames, découverte près du sarcophage d'Iâhhotep

Les liens de parenté exacts de Ouadjkheperrê Kames avec la famille royale thébaine restent obscurs. Se basant principalement sur la chronologie des règnes, on le considère souvent comme le fils probable de son prédécesseur Seqenenrê Tâa et le frère de son successeur Ahmôsis Ier. Cette hypothèse n'est pas assurée, voire difficilement soutenable pour certains spécialistes. Ouadjkheperrê Kames est en effet en âge de mener des campagnes de conquête dès son avènement, alors que Seqenenrê Tâa, suivant l'analyse de sa momie, est mort entre trente et quarante ans,. Les cultes funéraires des deux souverains furent associés après leur mort. De plus, Seqenenrê Tâa avait vu son fils aîné Ahmès mourir avant lui, et laissait outre de nombreuses filles, un autre Ahmès, futur Ahmôsis Ier, en bas âge. Dans cette période de trouble militaire, Ouadjkheperrê Kames peut avoir assumé le pouvoir à la place d'un enfant. Son cercueil, d'allure modeste, ne possédait d'ailleurs pas d'uræus, ornement privilégié de la royauté. De plus, la stèle d'Ahmôsis Ier à Karnak fait l'état civil complet d'Iâhhotep Ire, aidant à situer les membres de la famille royale les uns par rapport aux autres : « épouse du roi (Seqenenrê Tâa), la sœur du souverain, v.s.f (Ouadjkheperrê Kames ?), la fille du roi (Senakhtenrê Iâhmes ?), l'auguste mère du roi (Ahmôsis Ier) ». Envisagé comme un contemporain de son prédécesseur, Ouadjkheperrê Kames est désormais considéré par de nombreux spécialistes comme le frère de Seqenenrê Tâa,, ou éventuellement comme un parent d'une branche collatérale.
On ne lui connaît pas davantage d'épouse avérée. Se basant sur un sarcophage pouvant en réalité appartenir à Iâhhotep Ire, on lui attribue parfois une épouse appelée Ahhotep II. Une « fille royale » ayant vécu sous Ahmôsis Ier, est sans doute sa fille, ainsi que l'indique clairement son nom : Satkames, « fille de Kames ». Mentionnée comme « épouse royale » et révérée dans les listes d'ancêtres royaux de l'époque ramesside, cette dernière fut probablement unie à Ahmôsis Ier et porta le titre d'épouse du dieu, peut-être de manière posthume.

## Titulature
Malgré un règne relativement court, Ouadjkheperrê Kames est connu par trois noms d'Horus différents, signe caractéristique de l'instabilité de l'époque. S'il est « celui qui apparaît sur son trône » dans sa titulature de l'an 3, il est appelé, sur un bloc de Karnak, « celui qui dompte les deux terres ». Enfin, dans son mobilier funéraire, un éventail lui donne pour nom d'Horus « celui qui nourrit les deux terres ». Ce dernier nom est également celui de la résidence des derniers roi de la XVIIe dynastie, au nord de Thèbes, à Deir-el-Ballas.
Outre le nombre des noms d'Horus, Ouadjkheperrê Kames est décrit par un grand nombre d'épithètes, procédé destiné à se développer dans la phraséologie royale du Nouvel Empire mais qui demeure exceptionnel à cette époque. Cela laisse présager des nombreuses actions initiées par le roi. Toujours appelé « Kames le vainqueur » sur ses stèles commémoratives, il est également « le fameux grand souverain » ou « le fameux souverain du sud ». Son courage et sa bravoure sont particulièrement exaltés, inaugurant les récits des conquérants de la XVIIIe dynastie.

## Règne

### Sources du règne

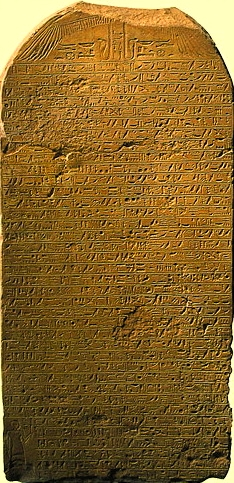
Seconde stèle de Ouadjkheperrê Kames, découverte à Karnak. Musée de Louxor

Une grande partie de la période couverte par les « princes indigènes » de la XVIIe dynastie reste obscure, tant dans leur ordre de succession que dans leurs rapports avec les rois Hyksôs de la XVe dynastie. Mais du règne des deux derniers d'entre eux nous sont parvenus des éléments progressivement plus nombreux : sous Seqenenrê Tâa, un conte recopié sous la XIXe dynastie et intitulé « La querelle d'Apophis et de Séqénenrê » relate un défi lancé par le roi Apophis d'Avaris au prince du sud sous forme d'énigme, défi dont l'état fragmentaire du document ne nous permet pas de connaître l'issue mais qui garde le souvenir d'une reprise des hostilités. La momie du roi Seqenenrê Tâa conserve en effet des blessures caractéristiques à la tête, qui semblent avoir été infligées par des armes hyksôs,.
Concernant le règne de Ouadjkheperrê Kames, deux stèles commémorant sa campagne victorieuse de l'an 3 ont été découvertes à Karnak, la première, fragmentaire, en 1932 et 1935, et la seconde plus complète en 1954, qui constitue la suite du récit de la précédente. Une tablette en hiératique, dite « tablette Carnavon no 1 » trouvée en 1908 à Dra Abou el-Naga, permit de combler en partie la lacune de la première stèle. En 2008, l'équipe de fouilles de l'université de Montpellier à Ermant a exhumé dans le temple de Montou le fragment d'une nouvelle stèle de Kamosis, construite sur le même modèle que les précédentes mais différente dans son contenu. En effet, « elle fait également état de la consécration d’offrandes et de réalisations dans l’enceinte de Karnak ainsi que de cérémonies et sorties processionnelles d’Amon ».
Dans le sud, Ouadjkheperrê Kames est le premier roi égyptien, depuis la fin de la XIIIe dynastie à avoir laissé son nom en Nubie : deux graffiti sur des rochers attestent de son passage sur le Nil, alors qu'une stèle d'un commandant de Bouhen indique sans doute l'extension maximale de l'avancée thébaine. La stèle d'un autre guerrier du nom d'Ahmès, de Bouhen, déclare avoir servi un « prince courageux » dont le cartouche endommagé appartient probablement à Ouadjkheperrê Kames.

### Contexte
Les souverains de la XVIIe dynastie ont connu une période de paix relative avec leurs voisins du nord, d'une durée possible de vingt-cinq ans,, mais le roi de Thèbes Séqenenrê est finalement mort sous les haches hyksôs, augurant la reprise des hostilités.
Sur la première stèle de Kames, alors que celui-ci déclare ses intentions belliqueuses, les grands et dignitaires de son conseil lui répondent :
« (…) Mais nous, nous sommes en paix, ayant la charge de notre Égypte. Éléphantine est puissante, et le cœur du pays est à nous jusqu'à Cusae. C'est pour nous que les plus fertiles de leurs champs sont labourés ; notre bétail paît dans les marais de papyrus ; l'épeautre est jetée à nos porcs, et nos troupeaux ne sont pas enlevés… Il [Apophis] possède le pays des Asiatiques, nous possédons l'Égypte. »
Cette situation paraît décrire les relations pacifiques entre les deux dynasties avant le règne de Seqenenrê Tâa. Il s'agirait alors d'un anachronisme constituant un moyen d'exalter le courage et l'ambition du roi, seul contre l'avis de ses conseillers à vouloir affronter ses ennemis :
« (…) Comment la reconnaîtrais-je, ma victoire, avec un prince à Avaris et l'autre à Koush, moi qui ai été intronisé en compagnie d'un Asiatique et d'un Nubien ? Chacun dispose de sa part dans cette Égypte. (…) Voyez donc, il [Apophis] tient Hermopolis ! On ne peut s'arrêter sans être pressuré par les servitudes des Asiatiques. Je vais m'affronter à lui [l'Asiatique en général], je l'éventrerai, j'ai le désir de m'emparer de l'Égypte et d'anéantir les Asiatiques! »
Le pouvoir de la XVIIe dynastie s'étend alors depuis Éléphantine au sud, jusqu'en Moyenne-Égypte, à Cusae, alors que les Hyksôs sont reconnus pour maîtres jusqu'à Hermopolis, qui était le centre administratif de la région durant le Moyen Empire. La répartition de la céramique dans la région de quarante kilomètres environ entre Cusae et Hermopolis, et les différences de style attestent bien de cette frontière politique, avant la campagne de Ouadjkheperrê Kames,. En outre, on trouve dans cette région frontalière, sur les deux rives, plusieurs cimetières nubiens de « type Pan-grave », contemporains de la période. S'ils contiennent tous des objets nubiens (culture de Kerma classique), les fouilles archéologiques ont révélé dans certains d'entre eux des vases et poteries de type « Tell el-Yahoudieh », donc importés de la Basse-Égypte Hyksôs ou du Levant, alors que d'autres contenaient des objets typiques de l'artisanat de Haute-Égypte. Ces découvertes suggèrent que la frontière étaient patrouillée par des mercenaires nubiens, aussi bien aux ordres des Hyksôs qu'à ceux des rois de Thèbes.
Au sud de la seconde cataracte, le royaume nubien de Kerma est dans sa phase dite « classique », et son autorité s'étend jusqu'à la Basse-Nubie. Son souverain, qui règne sur une fédération de tribus, est appelé « roi de Kouch » dans les textes égyptiens. La répartition de vases et la présence de quelques sceaux attestent de relations commerciales et diplomatiques entre le royaume nubien et le roi Hyksôs, au moins à la fin de la Deuxième Période intermédiaire, relation que vient confirmer le message du roi Hyksôs reporté sur la stèle de Ouadjkheperrê Kames. Lorsque Thèbes et Avaris entrent en conflit, les Hyksôs ont encore un accès vers la Nubie par la route des oasis.
Nubiens et thébains entretiennent également d'étroits contacts, qu'il s'agisse de raids nubiens sur les villes égyptiennes avant ou pendant le règne de Seqenenrê Tâa, ou de familles égyptiennes établis à Bouhen au service du roi de Kouch. Les rois thébains emploient des mercenaires nubiens, et notamment les Medjaÿ, volontaires ou enrôles de force. De nombreux éléments indiquent que les biens, comme les personnes, voyagent entre les deux pays.
Une tombe, découverte intacte en 1908 à Dra Abou el-Naga, lieu d'inhumation royale de la XVIIe dynastie, et contemporaine de l'époque de Ouadjkheperrê Kames, concerne une dame, liée à la cour royale mais d'origine nubienne, ainsi qu'un enfant en bas âge,. Outre les céramiques relevant de la culture de Kerma, tous les objets funéraires découverts sont de type égyptien, et dénotent une richesse certaine pour la période : dans un grand sarcophage de style richi, le corps portait plusieurs bijoux d'or, notamment « l'or de l'honneur », un collier composé de piécettes sur quatre rangs soulignant le statut de sa mystérieuse propriétaire,. Ce cercueil anonyme suggère l'existence d'une union diplomatique lors de cette période et souligne l'importance de la Nubie pour les égyptiens en tant que lieu d'exploitation de l'or, ainsi que les alliances probables des rois thébains avant le conflit entamé par Kamosé.
Du règne de Seqenenrê Tâa où y est édifié un palais de grandes dimensions, à celui d'Ahmôsis Ier, le site de Deir-el-Ballas, à quarante kilomètres au nord de Thèbes, garde des traces d'activités militaires. Compte tenu des poteries et outils de style nubien (Kerma) découverts sur le site, on peut déduire que de nombreux Medjaiou y vivaient à côté des égyptiens, composant une partie importante des troupes employées par Kamosé lors de sa reconquête. Kamosé édifie un domaine portant l'un de ses noms d'Horus Sedjefa-taoui entre Thèbes et Dendérah, qui pourrait correspondre au site de Ballas.

### La conquête du nord
Au plus tard lors de la troisième année de son règne, Ouadjkheperrê Kames mène son armée dans le nord, au-delà de Cusae. Il marche d'abord sur Néfrousy, à proximité de Beni Hassan,,, ayant envoyé des Medjaiou en reconnaissance, afin de prendre ce point d'appui des Hyksôs.
« (…) J'envoie les puissants archers appartenant au corps des Medjaiou, tandis que je m'arrête un moment, tentant de repousser Téti, fils de Pépi, dans l'intérieur de la ville – je ne permets pas qu'il s'échappe. 
(…) Lorsque la terre blanchit, je fus sur lui, à la manière d'un faucon et quand vint le temps du déjeuner du matin, je le renversai, je détruisis sa muraille et massacrai ses gens ; je fis que son épouse [celle de Teti] descendit jusqu'à la rive du fleuve. Les soldats de mon armée étaient semblables à des lions chargés de leurs proies, tandis qu'ils emmenaient les serviteurs, le bétail, le lait, les huiles âdj et le miel, se partageant les biens le cœur joyeux. Le district de Néfrousy se rendit. »
Ouadjkheperrê Kames n'a pas que les Hyksôs pour ennemis, mais doit aussi lutter contre les égyptiens collaborant avec les souverains d'Avaris, comme ce « Téti, fils de Pépi » dont la première stèle a conservé le nom. Une fois Néfrousy prise, la région, est livrée au pillage. Le roi prend encore Hardaï, à quarante kilomètres plus au nord, et Pershak, lieu à la localisation inconnue. Les lacunes de la fin de la première stèle nous prive de la suite immédiate de son action. Dans l'hypothèse où le roi thébain est entré en Basse-Égypte, ces lacunes pourraient évoquer la prise de Memphis, bien que de nombreux spécialistes en doutent.
Dès le début de la seconde stèle, Ouadjkheperrê Kames a remonté le Nil, abordant des lieux à la localisation inconnue, Per-Djed-ken et Inyt-net-khent,, ayant conduit les forces Hyksôs à se replier. Il invective le roi Apophis, appelé avec mépris « chef du Rétjénou » pour souligner sa qualité d'étranger. Ouadjkheperrê Kames s'assure du contrôle du fleuve et des marchandises qui y transitent, décrit la mise à sac de la région d'Avaris (l'actuelle Tell el-Dab'a) et la peur dans laquelle se retrouvent ses habitants. Mais la capitale Hyksôs n'est pourtant pas prise, et la localisation exacte de Kamosé fait débat. Car le temps employé par le texte tend à démontrer qu'il ne s'agit là que de menaces :
« Mon action sera durable. Aussi vrai qu'Amon le vaillant est prospère, je ne te laisserai pas là, je ne te permettrai plus de fouler aux pieds (nos) champs sans que je sois avec toi. Ton cœur faiblit, vil Asiatique ! Vois, je boirais le vin de tes vignobles, que les Asiatiques de ma capture presseront pour moi. Je détruirai ta résidence, je couperai tes arbres, je saisirai (?) tes femmes (...) et je m'emparerai de tes chars. »

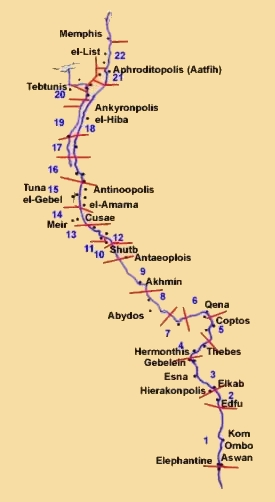
Les nomes de Haute-Égypte

Ouadjkheperrê Kames n'aurait donc pas assiégé réellement la cité, ni réclamé les possessions d'Avaris, mais celles appartenant à Avaris, c'est-à-dire au domaine Hyksôs. L'action suivante, bien concrète, se déroule d'ailleurs dans la ville de Saka (el-Qeis), dans le nome cynopolite, 17e nome de Haute-Égypte, qui serait donc la région la plus septentrionale reprise par Ouadjkheperrê Kames.
C'est peut-être là qu'il y intercepte un messager, envoyé par le roi Apophis à son allié du sud, le roi de Koush. Le message, reproduit in extenso sur la stèle, donne de précieux détails sur les relations entre les états, ainsi que sur les actions de Kamosé antérieurement à sa campagne militaire :
« Je capturai son message écrit au sud de l'oasis, sur le chemin menant à Koush. Je découvris ces paroles écrites par le prince d'Avaris : Aâouserrê, fils de Rê Apophis - (J')envoie mon salut à mon fils, le prince de Koush. Comment se fait-il que tu te sois levé en prince sans me le faire savoir ? As-tu eu connaissance de ce que l'Égypte m'a fait ? Le prince qui y réside, Kamosis-le-puissant doué de vie, m'a agressé violemment sur mon territoire - et pourtant je ne l'avais pas attaqué - exactement comme il a fait envers toi. Il a choisi les deux pays pour les détruire, mon pays et le tien, et il les a ravagés. Aussi viens, navigue vers le Nord ; et ne crains rien, car il est ici actuellement avec moi et personne ne t'attend en Égypte ; d'ailleurs, je ne lui permettrai pas de s'éloigner tant que tu ne seras pas arrivé. Ensuite, nous nous partagerons les villes de l'Égypte et le pays de Khent-en-néfer sera dans la joie. »
La découverte de ce message arrête sans doute la progression de Ouadjkheperrê Kames vers le nord, mais sa riposte ne se fait pas attendre. Le chemin des oasis, à l'ouest, assure les communications entre le royaume Hyksôs et celui de Kerma. La maîtrise de Saka et du nome cynopolite permet à Ouadjkheperrê Kames de contrôler les pistes d'accès les plus directes à l'« oasis du Nord »,. Aussi organise-t-il une attaque dévastatrice sur l'oasis de Bahariya, qui a le double avantage de rompre tout contact entre les deux royaumes ennemis, et de se prémunir contre toute attaque sur ses arrières depuis les régions occidentales. Les habitants de Bahariya étaient considérés, au même titre que les autres égyptiens collaborant avec les Hyksôs, comme des rebelles, et entretenaient des relations sinon militaires, au moins commerciales avec Avaris.
Avant son départ, Ouadjkheperrê Kames renvoie le messager à son maître Hyksôs, le relâchant à Atfieh au sud de Memphis, dans le 22e nome de Haute-Égypte, avec pour ordre d'informer Apophis des dégâts causés au nome Cynopolite.
« Ce fut donc le cœur puissant, le cœur gonflé (de joie) que j'ai remonté le Nil, anéantissant tout rebelle qui se trouvait sur la route. »
La fin de la stèle relate le retour victorieux de Ouadjkheperrê Kames dans le sud, et son arrivée à Thèbes où il est accueilli par une population en liesse. Le dieu Amon est honoré pour avoir donné la victoire aux thébains. Un haut dignitaire ayant la charge de « directeur du sceau », Ousernecha dit Neshi, reçoit l'ordre de réaliser les stèles commémorant les victoires du roi, destinées au temple d'Amon de Karnak.
La chronologie de l'ensemble des événements relatés sur ces stèles connaît encore quelques difficultés d'interprétation. Il a été envisagé qu'il puisse s'agir de deux campagnes distinctes, la première dans le district de Néfrousy, peut-être en l'an 1, et la seconde, dans le nome cynopolite et l'oasis de Bahariya durant l'an 3, date à laquelle l'ensemble est gravé dans la pierre. La prise de la Basse Nubie pourrait alors avoir eu lieu vers l'an 2.
Dans tous les cas, les actions de Kamosé dans le Nord permirent de reprendre pour le moins une grande partie de la Moyenne-Égypte, repoussant le pouvoir Hyksôs dans ses bases de la Basse-Égypte tout en rompant ses communications avec l'allié koushite. Mais les conséquences de cette campagne restent difficiles à estimer, et la guerre de reconquête ne reprendra qu'une décennie après l'accession au pouvoir du jeune Ahmôsis Ier.

### Campagne en Nubie

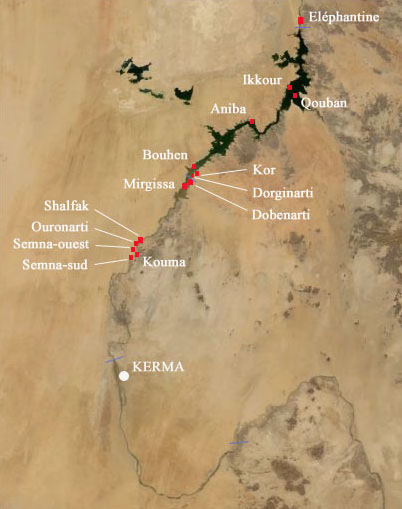
Positions des forteresses nubiennes

Comme le contenu du message du roi Hyksôs Apophis à son allié de Koush le laisse supposer, Ouadjkheperrê Kames mena au moins une campagne en Nubie avant sa marche vers le Nord en l'an 3. Deux graffiti à Tochka et Arminna, en aval de Bouhen, attestent du passage de Kamosé. On y trouve les noms de Ouadjkheperrê Kames et d'Ahmôsis Ier, suivis respectivement de deux « fils royaux » prénommés Téti et Djéhouty,. Ces inscriptions peuvent constituer la preuve d'une corégence des deux rois dans les années postérieures à l'an 3 de Ouadjkheperrê Kames, si elles ont bien été gravées en même temps. Les deux dignitaires sont possiblement les premiers « chefs des pays du Sud » attestés, sous les règnes successifs de Ouadjkheperrê Kames et d'Ahmôsis Ier, entamant une longue lignée de « Fils royal de Koush ». Il n'y a cependant aucune autre attestation d'un Vice-roi de Koush à une date si haute et il pourrait s'agir de membres de la famille royale, proches parents des rois thébains.
Comme dans les régions disputées par les rois de Thèbes et d'Avaris au nord, on trouve un nombre important de tombes dites « pan grave » réparties en Basse-Nubie, attestant de l'avancée des troupes de Kamosé dans le sud. La stèle de Bouhen datée de l'an 3 indique le nom d'un roi qui, bien qu'endommagé, ne peut correspondre qu'à Ouadjkheperrê Kames. Il est ordonné au commandant, resté anonyme par les lacunes du document, d'opérer des travaux de restauration et d'agrandissement de la forteresse,. Après une première campagne en Nubie dans les deux premières années de son règne, Ouadjkheperrê Kames ordonne donc une reprise en main administrative de la région, alors qu'il s'engage lui-même dans un affrontement contre les Hyksôs au nord.
Le martèlement partiel du nom du roi sur la stèle de Bouhen, ainsi que les traces d'incendie et de destruction datées de la fin de la Deuxième Période intermédiaire sur le site, posent plusieurs interrogations sur l'existence d'une deuxième campagne de Ouadjkheperrê Kames dans le sud, après l'an 3. Le royaume de Kerma est alors à la fin de sa « période classique », et à l'apogée de sa puissance. Il est possible d'envisager que les Koushites aient repris temporairement la forteresse.
Si, dans l'hypothèse d'une corégence, les noms des rois Ouadjkheperrê Kames et Ahmôsis ont bien été gravés en même temps à Tochka et Arminna, ils le furent au minimum en l'an 4 de Ouadjkheperrê Kames puisque celui-ci ne mentionne jamais Ahmôsis sur les stèles de Karnak, datées de l'an 3. Ces graffiti célébreraient dans ce cas le passage de l'armée égyptienne lors d'une seconde campagne nubienne.
Mais ces événements restent conjecturaux pour beaucoup de spécialistes qui arrêtent l'action de Ouadjkheperrê Kames après sa troisième année de règne.

### Réalisations et fin de règne incertaine
Comme pour beaucoup de souverains de la XVIIe dynastie, on a retrouvé peu de traces de constructions du règne de Ouadjkheperrê Kames, dont l'action fut principalement militaire. Outre les stèles dressées à Karnak et Ermant, il fit édifier un ouvrage à Karnak, dont il ne reste que la base avec quatre marches pouvant être le support d'une barque sacrée ou d'un naos. Le récit de guerre de Ouadjkheperrê Kames est le premier document écrit mentionnant le char et le cheval en Égypte,. Un domaine porte en outre l'un des noms d'Horus du roi, Sedjefa-taoui entre Thèbes et Dendérah. Le prédécesseur de Ouadjkheperrê Kames, Seqenenrê Tâa avait fait édifier deux bâtiments dont un palais, entourés d'une véritable ville à Deir-el-Ballas, et la fondation portant le nom de Ouadjkheperrê Kames pourrait faire partie de cet ensemble, où l'on sait que les forces armées Medjaiou ont stationné.
On ne connaît aucune autre œuvre de Ouadjkheperrê Kames dont nous ayons conservé une trace.
Tous les documents attribués à Ouadjkheperrê Kames indiquent la troisième année, qui demeure la plus haute date attestée de manière certaine. C'est pourquoi on lui a longtemps attribué un règne de trois ans, avant de connaître un fin rapide et inconnu. Des travaux plus récents remettent en cause cette estimation et attribuent plutôt quatre à cinq années de règne à Ouadjkheperrê Kames. Comme exposé précédemment, Ryholt évoque ainsi la possibilité d'une corégence avec Ahmôsis Ier, après les trois années de campagne de Ouadjkheperrê Kames, et lui attribue cinq années de règne.
Barbotin expose quant à lui la possibilité d'un règne de onze ans, hypothèse étayée, entre autres, par une interprétation différente du papyrus Rhind dont un bref extrait reste une des sources factuelles principales des événements de la reconquête thébaine :
« La 11e année du règne, le second mois de Chémou, Héliopolis a été prise. Le premier mois d'Akhet, le 23e jour, le prince du sud fit irruption dans Tjarou,. »
S'il est communément admis qu'Ahmôsis Ier est « le prince du sud » évoqué sur le payrus, il est possible d'y voir Ouadjkheperrê Kames et d'aplanir certaines incohérences dans le déroulement de la libération du pays. Ahmôsis n'aurait eu alors qu'à reprendre aux Hyksôs affaiblis la cité d'Avaris avant de les pourchasser jusqu'à Sharouhen.
Ouadjkheperrê Kames passa à la postérité et était toujours honoré à l'époque ramesside. Son nom apparaît sur les listes de souverains de « la grande famille », qui recensent et célèbrent les fondateurs de l'empire égyptien. C'est notamment le cas dans la tombe de l'artisan Khabekhnet à Deir el-Médineh et sur une table d'offrandes de Qen,.

## Sépulture

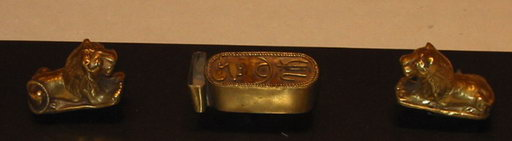
Éléments d'un bracelet en or au nom d'Ahmôsis découvert sur la momie de Ouadjkheperrê Kames - Musée du Louvre

Qu'il ait régné trois années ou davantage, Ouadjkheperrê Kames meurt de manière inattendue, sinon brutalement, avant que sa tombe à Dra Abou el-Naga ne soit achevée. Son cercueil est d'allure modeste, sans dorure ni uræus. De style richi, il représente le roi portant la barbe postiche, coiffé du némès et le buste couvert par un large collier ousekh.
Il était accompagné de plusieurs objets d'apparats, portant pour certains le nom de son successeur Ahmôsis, ainsi que de nombreuses armes, évoquant les combats du roi.
Inhumé dans la nécropole des rois de Dra Abou el-Naga, sa tombe, située dans une succession logique à côté de celle de Seqenenrê Tâa, était toujours connue durant l'inspection des tombes, sous la XXe dynastie mentionnée sur le papyrus Abbott. Comme beaucoup d'autres, son sarcophage fut ultérieurement sorti de sa tombe et déplacé pour le protéger des pilleurs de tombes. Il fut sans doute installé un temps dans la cache de Deir el-Bahari, avant d'être l'un des premiers à être pillé à l'époque moderne. Il fut en effet inhumé finalement de nouveau, dans des décombres.
Enterré sans soin au débouché de la vallée des Rois, le sarcophage de Ouadjkheperrê Kames fut redécouvert intact en décembre 1857, lors de la campagne de fouille que commanda le vice-roi Saïd Pacha à Auguste Mariette pour le compte de Napoléon III. À l'ouverture du sarcophage, la momie très abîmée tomba aussitôt en poussière.
À l’époque de sa découverte, la chasse aux antiquités et notamment aux objets précieux prévalait sur les fouilles archéologiques et la muséographie, alors balbutiante. Ainsi les objets qu'il contenait et qui formaient l'ultime viatique funéraire du souverain furent donnés en présent par le vice-roi au monarque français. Mariette fit don du miroir en bronze au Musée du Louvre et les armes et bijoux de Kamosé furent acquis par différents musées à la suite de la dispersion de la collection impériale peu après la défaite de Sedan.
On citera notamment les haches en bronze, portant sur leurs lames les cartouches du roi, qui se trouvent actuellement au British Museum et à l'Ashmolean Museum d'Oxford en Angleterre. Ce dernier musée a également acquis un poignard en bronze au manche en bois recouvert d'une feuille d'or. Le Louvre quant à lui s'est porté acquéreur du cartouche royal en or encadré par deux lions couchés qui porte le nom d'Ahmôsis, tandis qu'un célèbre poignard au nom de Ouadjkheperrê Kames, à lame de bronze et au manche en argent et bois doré s'est retrouvé exposé après quelques pérégrinations de collectionneurs au musée de la Bibliothèque Royale de Bruxelles.
Le scarabée de cœur et les amulettes prophylactiques qui couvraient la momie du roi ont été en revanche perdus, sans doute acquis par des collectionneurs privés. Ils ne sont jamais réapparus sur le marché des Antiquités depuis.